# Lerfärgad rotfjäril
Lerfärgad rotfjäril (Korscheltellus lupulinus) är en fjärilsart som först beskrevs av Carl von Linné 1758.  Lerfärgad rotfjäril ingår i släktet Korscheltellus, och familjen rotfjärilar.
Vingspannet är 25–35 millimeter och förekommer på jordbruksmark, i trädgårdar och parker och andra gräsmarker i stora delar av Europa. Arten är reproducerande i Sverige och förekommer norrut till mellersta Sverige och sydvästra Finland.
Den övervintrar som larv.